# Église Saint-Fursy de Lesbœufs
L'église Saint-Fursy de Lesbœufs est située sur le territoire de la commune de Lesbœufs, dans le département de la Somme, au nord de Péronne.

## Historique
L'église actuelle a été construite à l'emplacement un édifice antérieur dont la construction s'était achevée en 1840 par la reconstruction du chœur.
L'église de Lesbœufs fut détruite au cours de la Première Guerre mondiale, par les bombardements de septembre 1916, pendant la Bataille de la Somme
L'église, tout comme le village de Lesbœufs, ayant été totalement détruite, fut reconstruite pendant l'entre-deux-guerres.

## Caractéristiques
L'église a été reconstruite en brique selon un plan basilical traditionnel, avec choeur et nef mais sans transept. Son toit est couvert d'ardoise. Un clocher-tour d'une hauteur de 50 mètres, renforcée à chaque angle par de puissants contreforts en pierre, domine l'entrée de l'édifice. Il est renforcé par deux puissants contreforts.
Au-dessus du portail, a été placée une statue de saint Fursy en tenue d'abbé surmontant un bœuf couché. Cette statue, du sculpteur Marius Giot, rappelle que, selon la tradition catholique, la dépouille de Fursy de Péronne posée sur un chariot attelé à des bœufs fut l'objet, en ce lieu, d'une querelle qui opposa Haynuon gouverneur de la région et Erchinoald, maire du palais de Neustrie, sur l'endroit où le saint devait être inhumé (après accord, lieu dans lequel le chariot tiré par les bœufs s'arrêterait).

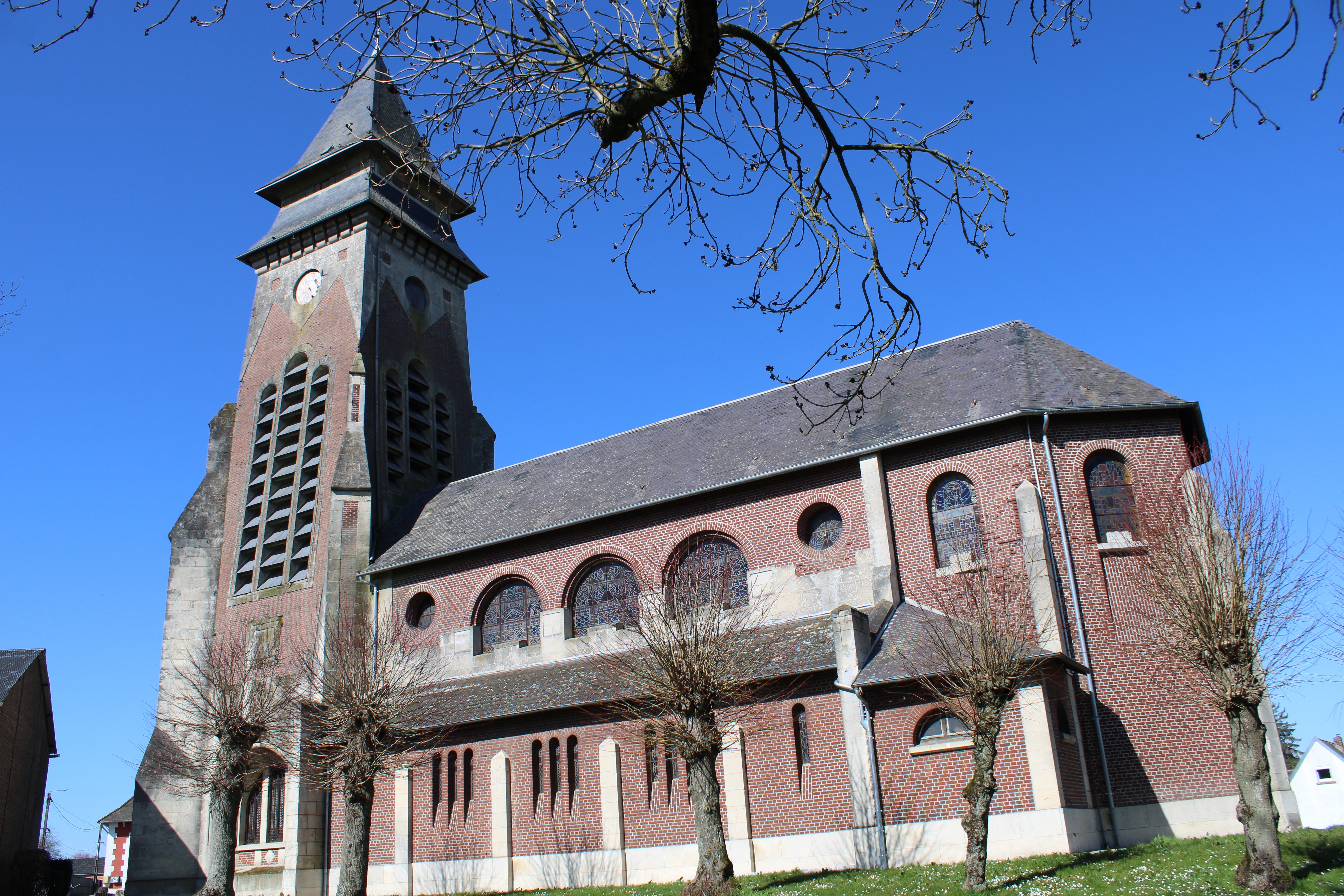
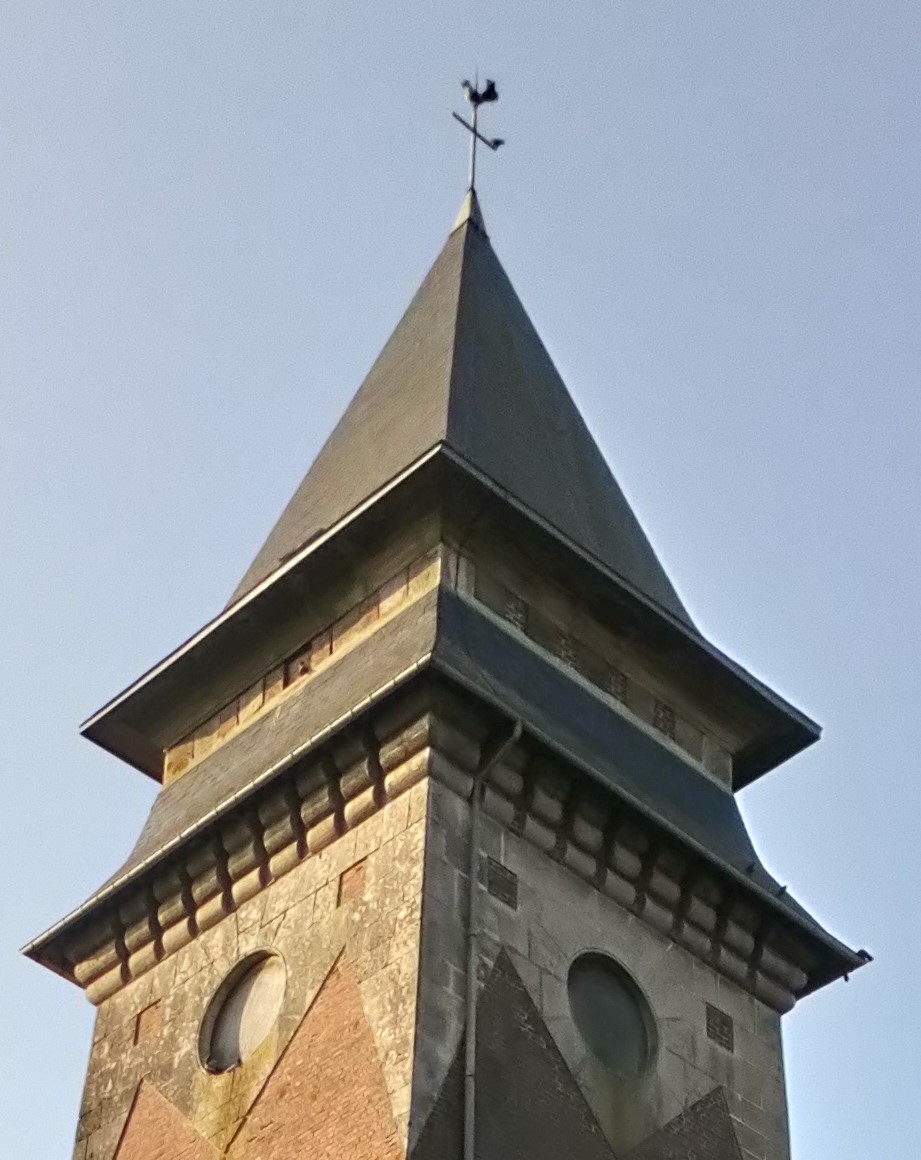
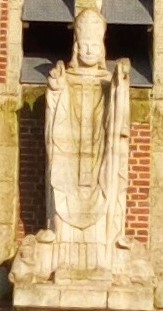